# ساحة باب المصلى
ساحة باب المصلى وهي ساحة من ساحات دمشق، تقع في حي الميدان التحتاني، تفصل بينه وبين الميدان الوسطاني، وتعرف الساحة باسم دوار باب المصلى، وأسمها الرسمي حالياً ساحة اليرموك.

## سبب التسمية
سميت بهذا الاسم نسبة إلى جامع باب المصلى الاثري المتواجد بجوار الساحة. حيث كانت قديما بستانا لآل المجتهد الذي ينسب اليهم أيضا مشفى المجتهد وشارع المجتهد بدمشق.